# 德帕蒂·帕波机场
德帕蒂·帕波机场是印度尼西亚占碑省葛林芝县麻拉邦鄂的一座机场。目前正在商议将机场跑道增长至2,134乘35（7,001乘115英尺），并改为混凝土铺装。

## 航空公司和目的地
| 航空公司 | 目的地   |
| -------- | -------- |
| 飞翼航空 | 麻拉邦鄂 |